# Stazione di Higashi-Hannō
La stazione di Higashi-Hannō (飯能駅?, Higashi-Hannō-eki) è una stazione ferroviaria di interscambio della città di Hannō, situata nella prefettura di Saitama, in Giappone. La stazione è servita dalla linea Seibu Ikebukuro delle Ferrovie Seibu e dalla linea Hachikō della JR East.

## Linee
Ferrovie Seibu
● Linea Seibu Ikebukuro
 JR East
■ Linea Hachikō

## Struttura
La stazione è divisa in due aree, una per la JR East e una per le Ferrovie Seibu. La prima possiede un marciapiede a isola con due binari passanti in superficie, e la seconda un unico marciapiede laterale con un solo binario usato in entrambe le direzioni. Le due aree sono dotate ciascuna di un'area tornelli separata e indipendente.
Binari Seibu
| 1 | ● Linea Seibu Ikebukuro | per Hannō, Tokorozawa, Nerima e Ikebukuro |
| 1 | ● Linea Seibu Ikebukuro | per Agano e Seibu-Chichibu                |

Binari JR East
| 1 | ■ Linea Hachikō/Kawagoe | per Ogawamachi, Takasaki, Kawagoe e Ōmiya |
| 2 | ■ Linea Hachikō         | per Haijima e Hachiōji                    |

## Stazioni adiacenti
| «                     | Servizio                        | »                     |
| Linea Seibu Ikebukuro | Linea Seibu Ikebukuro           | Linea Seibu Ikebukuro |
| --------------------- | ------------------------------- | --------------------- |
| Hannō                 | Locale Espresso Espresso Rapido | Koma                  |
| Linea Hachikō         |                                 |                       |
| Kaneko                | Locale                          | Komagawa              |